# 鉄道無線
鉄道無線（てつどうむせん）は鉄道業務で使用される無線通信設備の総称。

## 日本における鉄道無線

### 歴史
かつては列車乗務員と駅が直接連絡を取る装置が不十分だったため、緊急を要する伝達事項もすぐさま乗務員に伝えることができなかった。日本では、1962年（昭和37年）5月3日に常磐線三河島駅で発生した脱線多重衝突事故（三河島事故）で、連絡装置の整備不十分がこの事故の被害規模をより甚大なものにしたとされ、当時の日本国有鉄道（国鉄）は、自動列車停止装置 (ATS) を全線に設置するとともに無線を使用した列車防護装置を開発することとなった。

#### 国鉄
日本国内では戦前の1923年（大正12年）から1929年（昭和4年）にかけて当時の鉄道省が東海道本線大井町 - 小田原間で日本国内で初めての列車無線の試験が実施された。
戦後は列車無線の導入に向けた開発が始まり、当初は誘導無線方式で計画が始まり、1951年（昭和26年）東海道本線静岡 - 浜松間で実用試験を実施した。翌1952年（昭和27年）には鉄道開業80周年を記念して東海道本線東京 - 沼津間で公開試験を実施、続いて信越本線大宮 - 横川間や鹿児島本線門司 - 鳥栖間で公開試験を実施した。
その後は空間波無線方式で進めることに変更された。1956年（昭和31年）に行った空間波無線方式の試験は、東海道本線東京 - 神戸間において6月から1か月間にわたり実施され、10月には丹那トンネルにおいてトンネル内での通信状態の試験が実施された。車両の移動局はスハニ試験車に搭載、基地局は試験に合わせて東京から大阪に向けて順次移動させながら、通信状態の確認が実施され、試験結果はトンネル区間を除いて予想以上の良好な結果が得られた。
1957年（昭和32年）3月には東海道本線で特急つばめ、はと、さくら（当時は機関車が客車を牽引）先頭の機関車（運転士） - 後部の客車（車掌）間の通話状態、先行列車と後続列車間の通話状態の試験が実施された。
1960年（昭和35年）8月、東海道本線で151系を使用した特急「こだま」・「つばめ」の「パーラーカー」に列車無線を使用した業務用機能（7月使用開始）に加えて乗客向けサービスとして列車電話（8月使用開始）が搭載された（1964年10月、東海道新幹線開業に伴いサービス終了）。使用期間は4年ほどと短かったが、国鉄では初めての列車無線の実用化であった。
1964年（昭和39年）開業の東海道新幹線では運転指令所と列車乗務員の連絡手段としてUHF帯の空間波6チャンネルを使用した無線装置が搭載された。このうち4チャンネルは列車公衆電話に供用され、2チャンネルを業務用電話に使用した。通話方法は列車無線とは全く異なり、電話をかけて受話器で通話するものであった。1989年（平成元年）以降は、東海道新幹線から順次LCXに換装された。ただし、後発組となる東北・上越新幹線では開業当初からLCX方式を使用しており、回線数の増加とデータ通信に対応していた。
在来線は1966年（昭和41年）3月、常磐線上野駅 - 取手駅間に空間波無線方式の通話無線と防護無線が設置された。
昭和40年代以降の無人駅、CTC化の進捗に伴い、客車運転区間では、機関車への出発合図を無線で行う必要が生じたことから、400MHz帯携帯無線機の使用が一気に広まった。
1981年（昭和56年）12月、山手線・京浜東北線のATC化に伴い、異常時の連絡用として同時に列車無線が導入された。この列車無線は個別通話、一斉呼び出し、割込機能など在来線では初めて本格的な列車無線の機能を備えたものであった。1982年（昭和57年）3月から1984年（昭和59年）3月にかけて、下記に記載の全国での列車無線導入に備えた事前試験として、青梅線で2年間の長期試験が実施された。
国鉄分割民営化直前の1986年11月ダイヤ改正では、全ての列車乗務員と駅や運転指令所が直接連絡が取れる列車無線や乗務員無線が導入されたが、山間部を走るローカル線では、多くの不感地帯を残す問題も露見した。

### 特殊な例
山陽本線の瀬野駅 - 八本松駅間（通称瀬野八）のでは、補助機関車連結時の連絡用として誘導無線が導入された。続いて、信越本線横川 - 軽井沢間の碓氷峠越え（1997年（平成9年）9月30日限りで廃止された）では、1963年（昭和38年）7月の粘着運転開始時にEF63形電気機関車とEF62形電気機関車間の連絡用（下り列車の場合、先頭のEF62形と客車・貨車を挟んだ補機のEF63形では距離が離れてしまうため）に誘導無線が導入された。
1962年（昭和37年）12月に函館本線・室蘭本線函館 - 札幌間、1967年（昭和42年）12月に東北本線八戸 - 青森間において、青函連絡船の乗継情報連絡用として車掌から関係業務機関との連絡用として導入された。
北海道では、80系気動車に列車無線が装備されていた。電電公社へ災害用として割り当てられ通常は使用されていない、150Mc帯の1周波数について、国鉄が二次業務として免許を受け、主に上り列車が定時運転か遅延かを連絡船へ伝達する目的で使用された。

### 私鉄・地下鉄
大手私鉄（私鉄）では1954年（昭和29年）8月に阪神電気鉄道が誘導無線方式で開始、同じ時期に京王帝都電鉄が同方式で試用開始した。
地下鉄では、1960年（昭和35年）に営団地下鉄日比谷線（東京）、大阪市営地下鉄、名古屋市営地下鉄においても誘導無線方式の列車無線が導入された（鉄道事業者名は当時）。

### 種類

#### JR在来線
- 列車無線

列車乗務員と運転指令所等との交信に使用される無線。
- 乗務員無線

列車乗務員同士（運転士と車掌）の連絡用として使用されるほか、列車乗務員と駅長（または運転指令所）との交信や列車入換運転時の合図にも使用される極超短波無線。最初は運転士と車掌との間の連絡設備が無い上に連結・解結や入換作業の多い機関車運転士、機関車牽引列車に乗務する車掌、駅に携帯形無線機が配備された。その後、中・長距離電車や気動車の乗務員室にも携帯形乗務員無線機が定置配備された。周波数は日本全国共通で「上り」、「下り」、「入換」の3チャンネルがあり、これらのチャンネルの使い分けは会社や路線により異なる。
かつては列車乗務員と運転指令所が直接交信をすることは無かったが、CTC化が進み無人駅が増えるにつれて、運転指令所が駅長の代わりに列車乗務員と交信するようになった。無線機は駅舎内等に設置され、無線機のマイクラインとスピーカラインが鉄道電話に接続されており、運転指令所から交信できる。いわゆるフォーンパッチであり、無線機の制御に必要な信号は0.3 - 3.4kHzの伝送帯域内の周波数を使い、特別な制御線は不要となっている。入換chで呼び出しをおこない、チャネル切替等の操作はDTMF信号でおこなわれる。3.1kHzのトーンが重畳されると送信状態になる。無線機の伝送帯域は0.3 - 2.7kHzなので、3.1kHzのトーンが送信信号に漏れることはない。
JR発足時に主要な路線にはA/Bタイプ列車無線が導入されたが、A/Bタイプ導入路線以外の路線においては、乗務員無線を列車無線として使用している路線もある。駅や沿線に指向性アンテナを設置して駅間本線上の列車とも通話可能となるよう努力しているが山間部やトンネルの多い路線では通話不可能な箇所も多い。JRではこれをCタイプと呼んでいる。線区が異なっても周波数が同じであるため、オーバーリーチにより異なる線区の指令に接続される場合がある。これを防ぐために、オーバーリーチ発生区間では、基地局の空中線と無線機の間に減衰器（アッテネータ）を挿入する。
- 防護無線

非常時に列車乗務員室から電波を発信し、付近を走行する列車の乗務員室内に非常停止を指示する警報音を発する無線装置。
- 構内無線

駅、車両基地、操車場などで、主に客貨車の入換作業や構内作業の連絡に用いる無線。
転轍操車用として12チャンネルの周波数が割り当てられており、一構内につき任意の3チャンネルが使用されている。転轍操車用無線機には合図音発信装置が組み込まれており、通常の音声通話の他に、進行合図継続音（「プー、プー」という断続音）と非常停止合図音（「ピー」という連続音）を発信する機能を持っている。
- 保線作業用無線

保線作業時に使用される連絡用無線。専用の無線機を使う場合と、特定小電力無線など免許のいらない無線機を使う場合がある。
- 旅客一斉情報

東日本旅客鉄道（JR東日本）で、首都圏の各線区の運行状況を知らせる無線。列車無線は輸送指令からの送信となるが、放送扱いとなる旅客一斉は旅客指令からの一方的な送信となる。各駅に有線で流されている旅客情報を、乗務員向けに無線で流している。異常時には列車無線での通話が多くなるため、専用の周波数を用いて他線区の運行状況を流している。
使用されている区間は、東京支社、横浜支社、八王子支社、大宮支社、千葉支社管内の各路線。千葉支社管内の情報は千葉輸送指令室、それ以外と近隣支社及び他社線の情報は東京総合指令室から送信される。
首都圏のデジタル列車無線完全移行後の2010年7月9日にデジタル化された。
- TC型列車接近無線

JR東日本で現場作業員に列車が接近していることを知らせる無線機。沿線に約500m間隔に設置されている鉄道電話の箱の中に一緒に入れてある送信機で接近情報を作業員の持つ受信機に音声で知らせるもの。

#### JR新幹線
- 列車無線
- 防護無線
- 構内無線
- 保線作業用無線

#### 私鉄・地下鉄
- 列車無線

列車乗務員と運転指令所等との交信に使用される無線。
- 乗務員無線

私鉄においては、乗務員同士の連絡専用といった無線を採用している事業者は少ない。
- 防護無線

JR線乗り入れの車両にはJRの防護無線機と同じものが取り付けられている。私鉄では、大手を中心に独自の防護無線を導入しているところがあるものの、中小では導入しているところは少ない。一部の地下鉄では防護無線のほかに非常発報無線を設けている事業者もある。
- 構内無線

JRと貨物連絡している臨海鉄道会社以外でJRと同様な転轍操車用無線機を使用している事業者は無い。構内作業用に無線機を用いる場合でも列車無線用携帯機を用いるか、一般業務用無線を用いている事業者が多い。
- 保線作業用無線

列車無線用携帯機を用いている事業者が多い。都市部大手民鉄の一部には列車無線用周波数とは別に保線作業専用の周波数割り当てを受けて使用している事業者もある。

## ミャンマーにおける鉄道無線
ミャンマー国鉄（Myanma Railways, MR）のヤンゴン・マンダレー幹線には輸送指令所（Operation Control Center, OCC）が4か所存在するが、OCCと各駅間の無線装置しかなく、線区全体を一元管理された装置を持っていなかったため列車乗務員に適切な指示を行うことが出来ていなかった。指令所と各駅間の通信手段はUHF無線と電話のみであり、指令室による情報収集、判断、指令伝達を円滑に行うことができず、結果的に実質的な判断は各駅が行っていた。列車の在線位置の把握も事故や運行障害の発生時にのみ無線で実施されていたため、列車の在線状況がリアルタイムで把握できる把握できるシステムを導入することになった。